# I terribili 7
I terribili 7, distribuito anche col titolo I cagasotto, è un film del 1963 diretto da Raffaello Matarazzo.

## Trama

I terribili 7

Pecos Bill e Gianna

Sette ragazzini di un quartiere della periferia romana trovano per caso, in un campo, un neonato apparentemente abbandonato. In realtà la madre era stata colta da malore e, riavutasi, non ha trovato più il neonato. La banda dei ragazzini mette in atto un tentativo di ottenere un vantaggio economico dal ritrovamento, poiché non riescono a trovare i soldi per poter comprare le maglie e le altre attrezzature per la loro squadra di calcio.
Dapprima vendono il neonato ad una carovana di zingari accampata nei pressi del quartiere. Il maresciallo Toniolo, però, crede che in realtà il bambino sia stato rapito per chiedere un riscatto e fa diffondere sulla stampa notizie in tal senso. A quel punto i ragazzini credono che sia preferibile recuperare il neonato per poterne ricavare un maggior guadagno. Nel frattempo Gianna, l'unica bambina ammessa a frequentare la banda dei sette maschietti, telefona anonimamente alla madre del neonato per rassicurarla sul fatto che il bimbo sta bene. I ragazzini riescono, nonostante le botte subite, a recuperare il neonato dalla carovana degli zingari e tentano di ottenere il premio che un'anonima benefattrice ha messo in palio per chi ritroverà il piccolo.
Nottetempo, attraversando un quartiere del tutto diverso da quello che conoscono di giorno, essi si dirigono verso la chiesa dove contano di inscenare il ritrovamento ma qui vengono scambiati per ladri. Il parroco però li perdona e li rimanda a casa dalle loro famiglie che, nel frattempo, preoccupate dall'assenza dei rispettivi figli anche nelle ore notturne, si erano riunite a casa del maresciallo.
Il neonato torna quindi alla madre, mentre i ragazzini rientreranno ognuno a casa propria, dove, per molti di loro, è pronta una ramanzina e qualche scapaccione. Tuttavia questa avventura sarà servita anche a far capire a molti dei genitori di aver trascurato i ragazzini, per cui molti di essi ritroveranno motivi di unione con i figli e con le mogli.

## Curiosità
I terribili 7 fu il penultimo film di Raffaello Matarazzo, dopo oltre trent'anni di carriera cinematografica.
Tra i ragazzi protagonisti del film ci sono alcuni tra i più noti attori bambini del periodo: Roberto Chevalier, Massimo Giuliani, Loris Loddi, Antonio Piretti e Stefano Conti. Alla loro prima prova, Patrizia Canevari e Claudio Maccari reciteranno solo ancora una volta con lo stesso regista nel film Amore mio (1964). Per Stefano Tamborra si tratta invece della sua unica esperienza cinematografica.
Nel film si fa cenno ad Adriano Celentano, uno dei cantanti emergenti di quegli anni. Un altro cenno di attualità viene fatto al corridore su pista Sante Gaiardoni, che proprio nel 1963 era diventato campione del mondo.